# Цюрихський фонд Джеймса Джойса
Цю́рихський фонд Дже́ймса Джо́йса (англ. Zurich James Joyce Foundation, ZJJF; нім. Zürcher James Joyce-Stiftung) — історико-меморіальна та науково-дослідницька організація, що сприяє вивченню творчості ірландського письменника Джеймса Джойса, а також збереженню пам’яті про його особливі стосунки з Цюрихом, де він провів найважливіші роки свого життя, помер і був похований 1941 року.
Створений 1985 року на основі приватного зібрання видатного швейцарського джойсознавця Фріца Зенна, який до 2022 року був беззмінним керівником Фонду. Являє собою архів, сховище документів, спеціалізовану бібліотеку, літературний музей і місце зустрічей дослідників і читацьких груп.
Завдяки великій колекції тематичних матеріалів і численним науковим заходам, що проводяться під його егідою, Фонд зарекомендував себе як один із провідних європейських центрів з вивчення біографії та творчої спадщини класика модерністської літератури.

## Історія

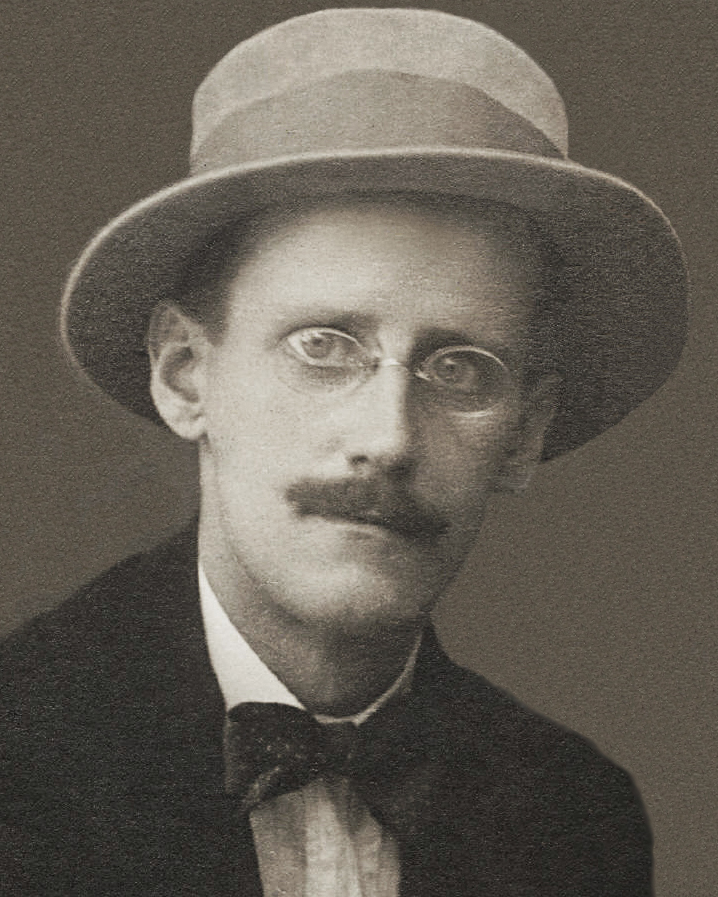
Джеймс Джойс. Портрет роботи Алекса Еренцвайга. Цюрих, 1915

Фонд був заснований 9 травня 1985 року з ініціативи Рене Вольф (нім. Renée Wolf), секретаря Ювілейного фонду Спілки швейцарських банків (нім. Schweizerische Bankgesellschaft, SBG, з 1998 року — UBS), і за підтримки Роберта Хольцаха — тодішнього голови ради директорів Спілки, яка покривала видатки, пов’язані з діяльністю Фонду, протягом перших шести років. Додатковий фінансовий внесок у забезпечення роботи Фонду внесли уряд кантону та низка приватних компаній Цюриха. Сьогодні Фонд є практично незалежним у фінансовому відношенні.
На етапі заснування Фонд Джеймса Джойса розташовувався в цюрихському Старому місті (Альтштадт) за адресою Августінергассе, 28, після чого в березні 1989 року переїхав на третій поверх Дому літератури Штраугоф по Августінергассе, 9 — залишаючись, таким чином, у межах історичного центру Цюриха, у безпосередній близькості до головної цюрихської вулиці Банхофштрассе.
До 2022 року обов’язки голови Фонду виконував його фактичний основоположник Фріц Зенн. Багаторічними зусиллями Зенна та кураторок Фонду Рут Френер (нім. Ruth Frehner, з 1985 по 2024) і Урсули Целлер (нім. Ursula Zeller, з 1990 по 2024), відповідальних за розробку змісту та концепції його діяльності, а також за реалізацію різноманітних проектів Фонду (виставки, публікації, ювілейні та святкові заходи), Фонд перетворився на головний центр європейського джойсознавства. З 2022 до 2024 року Френер і Целлер, змінивши Зенна на посаді глави Фонду, тимчасово керували організацією на посаді керівних директорів. 2024 року директором Фонду став швейцарський філолог і історик, науковий співробітник кафедри англійської мови Цюрихського университету Мартін Мюльхайм (нім. Martin Mühlheim).

## Діяльність
Нині Фонд не просто позиціонує себе як музей або бібліотеку, але активно популяризує творчість Джеймса Джойса за допомогою виставок, тематичних заходів, семінарів, симпозіумів і публікацій. Інше важливе завдання Фонду — зменшити страх читацької публіки перед Джойсом, якого традиційно відносять до «важких» авторів. З цією метою Фонд підтримує регулярну роботу трьох читацьких груп з вивчення його головних романів: «Улісс» та «Поминки за Фіннеганом».

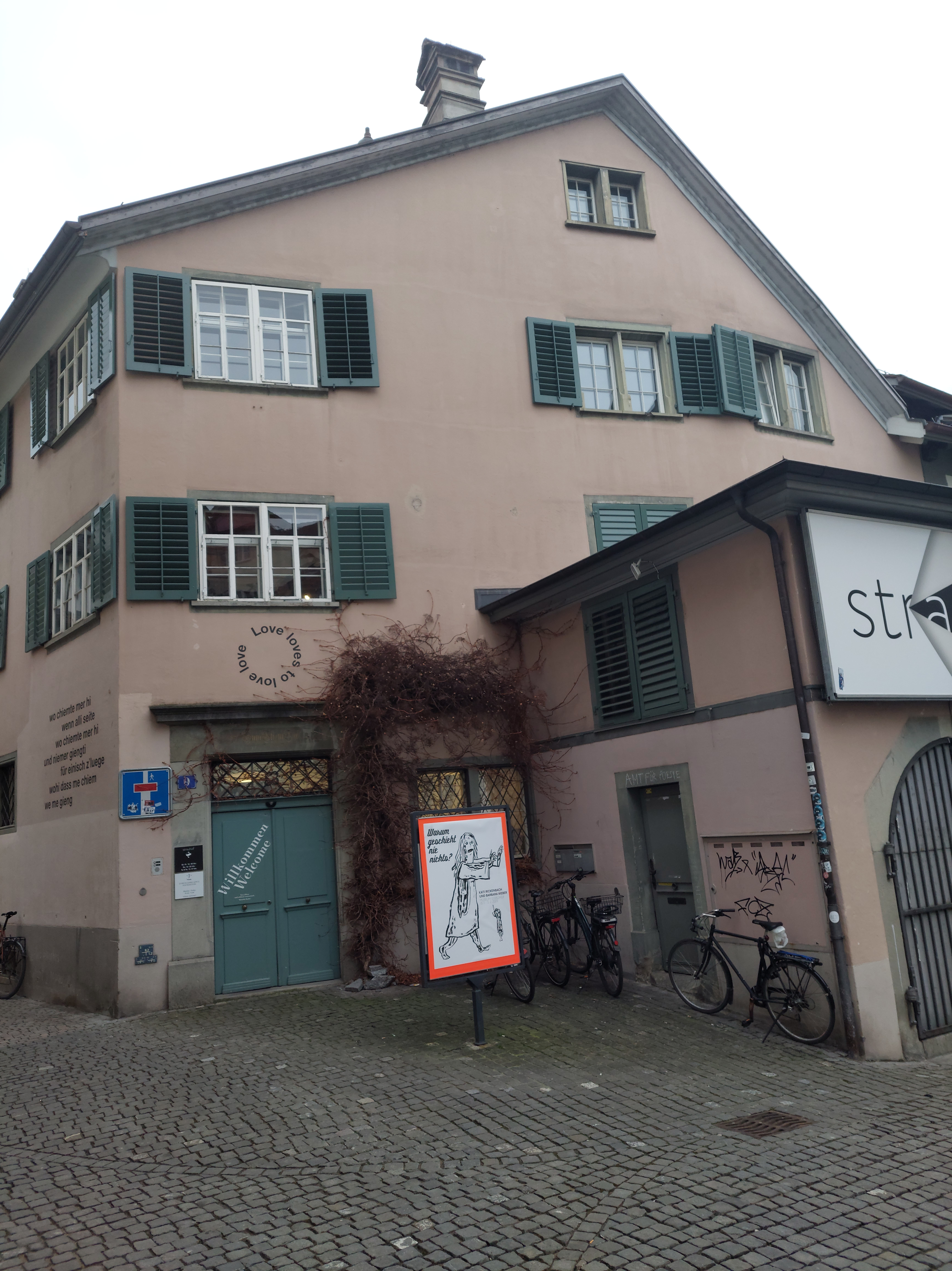
Загальний вигляд
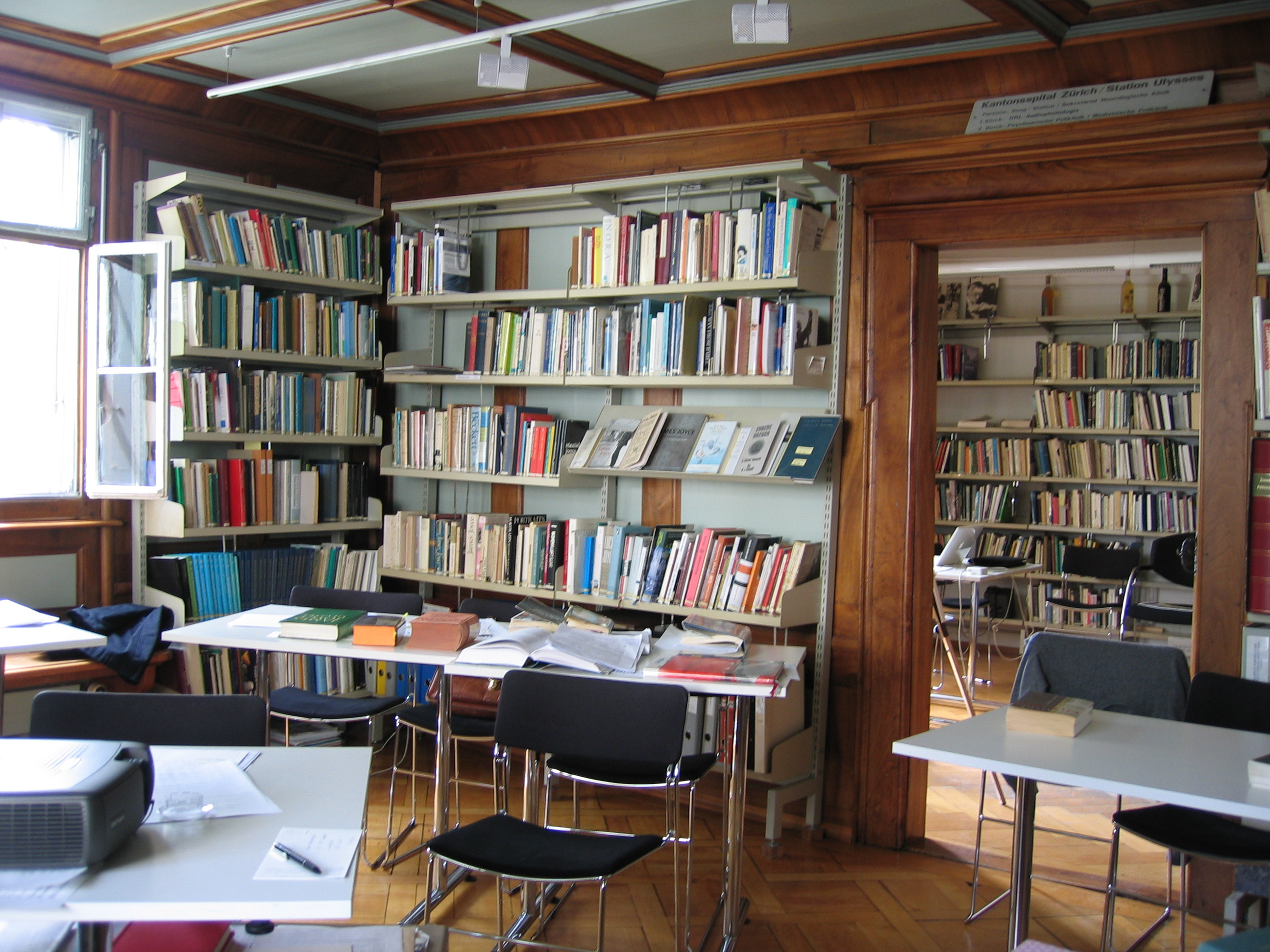
Бібліотека
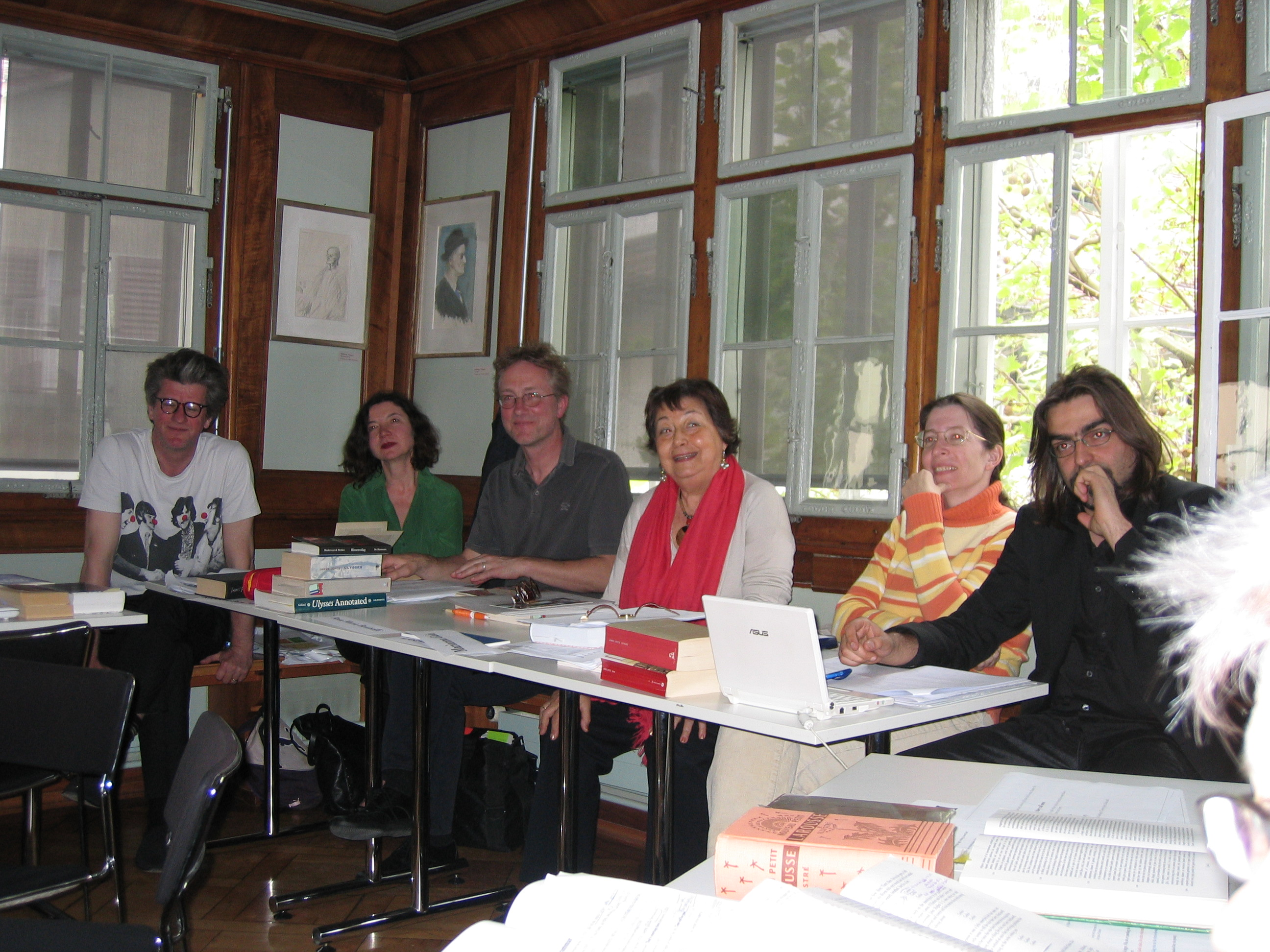
Перекладацький семінар
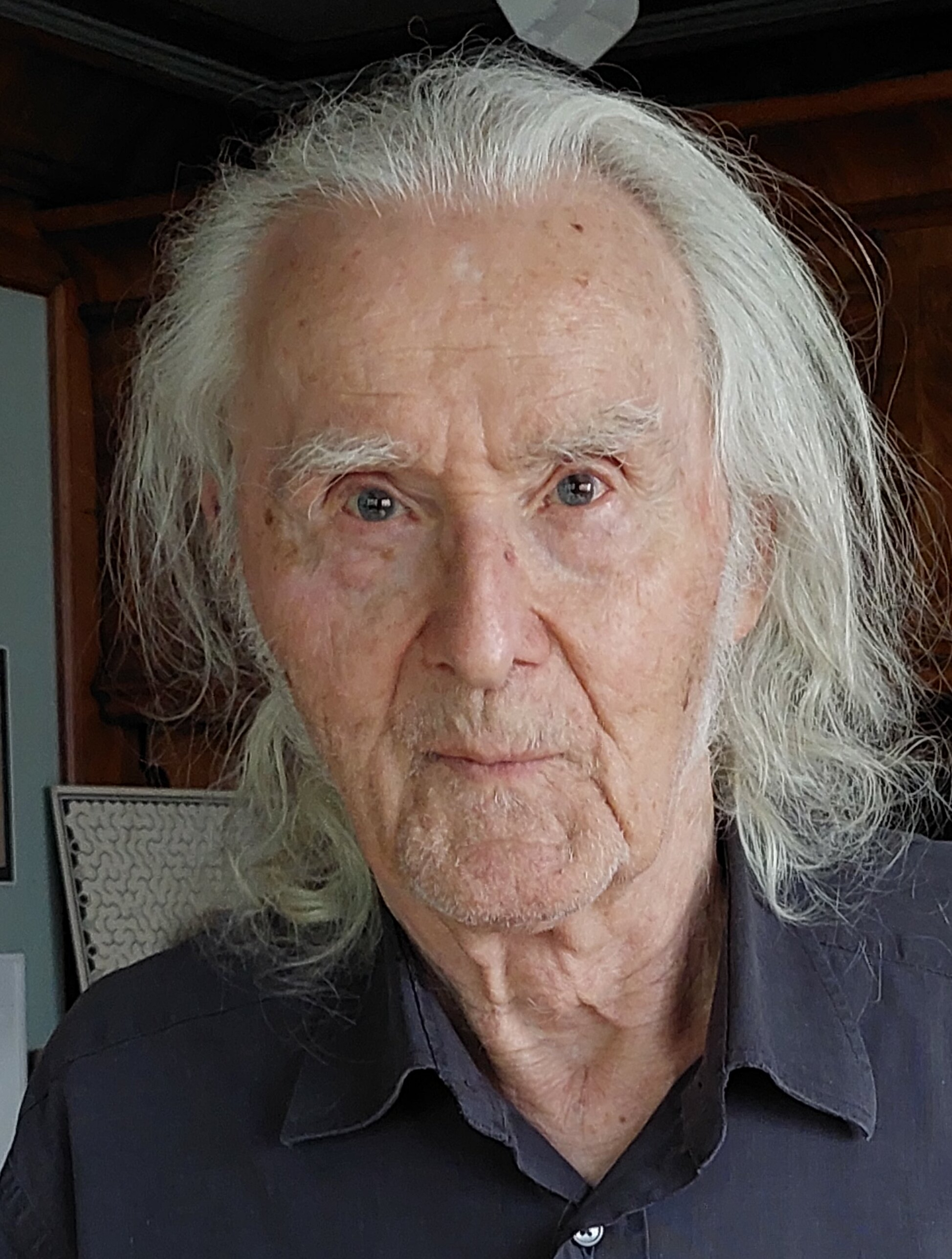
Фріц Зенн

## Зібрання
Фонд має в своєму розпорядженні найбільше в континентальній Європі зібрання книг і експонатів, пов’язаних із ім’ям і творчістю Джеймса Джойса. Ядро зібрання — тематична бібліотека, що нараховує близько 250 метрів книжкових полиць і містить близько 7 тис. книжкових найменувань, зокрема editiones principes творів Джойса різних років, численні ілюстровані та колекційні видання. Крім первинної і вторинної літератури, у розпорядженні Фонду знаходяться автографи, оригінальні видання, листи, фотографії, грамплатівки, плакати, спеціальні журнали та публікації, аудіо-, відео- та DVD-записи джойсівських творів, документальні фільми про Джойса, а також автентичні реліквії, зокрема одна з двох посмертних масок письменника, дві його палиці, краватка та валіза.
Загалом зібрання Фонду нараховує близько 400 томів оригінальних творів, 700 томів перекладів, 2800 томів вторинної літератури про Джойса, 3200 томів довідників та іншої первинної і вторинної літератури. Крім того, колекція містить майже 200 автографів (майже половина з яких належить самому Джойсу), близько 600 звукозаписів, 50 відео- і DVD-дисків, 100 томів фотохроніки, сотні афіш та інших візуальних матеріалів, тисячі окремих експонатів.

## Друзі Цюрихського фонду Джеймса Джойса
1987 року для надання ідейної та фінансової підтримки Фонду було засновано Товариство друзів Цюрихського фонду Джеймса Джойса (нім. Verein der Freunde der Zürcher James Joyce-Stiftung). Головне завдання організації — забезпечення короткострокових грантів, що дають змогу джойсознавцям з інших країн проводити розвідки в колекції Фонду протягом одного або двох місяців. Крім того, Товариство фінансує проведення під егідою Фонду «Штраугофських лекцій» (нім. Strauhof-Vorträge), допомагає Фонду з організацією щорічних святкових заходів у рамках цюрихського Блумсдея, а також збирає добровільні пожертвування на видання книжок та інші проєкти Фонду.